# 1639 Бовер
1639 Бовер (1639 Bower) — астероїд головного поясу, відкритий 12 вересня 1951 року.
Тіссеранів параметр щодо Юпітера — 3,398.